# Neomochtherus brevipennis
Neomochtherus brevipennis är en tvåvingeart som beskrevs av Seguy 1932. Neomochtherus brevipennis ingår i släktet Neomochtherus och familjen rovflugor.
Artens utbredningsområde är Marocko. Inga underarter finns listade i Catalogue of Life.